# Palazzo Marano Giuffrida
Il palazzo Marano Giuffrida è uno storico edificio residenziale in stile Liberty di Catania, posizionato lungo la via Umberto, al civico 272. Il palazzo, disegnato dall'architetto Tommaso Malerba, fu costruito nel 1907.